# Bremen (Georgie)
Bremen je město v Haralson County, a v Carroll County, v Georgii, ve Spojených státech amerických. V roce 2011 žilo ve městě 102 obyvatel.

## Demografie
Podle sčítání lidí v roce 2000 žilo ve městě 4579 obyvatel, 1824 domácností a 1245 rodin. V roce 2011 žilo ve městě 2913 mužů (46,8%), a 3309 žen (53,2%). Průměrný věk obyvatele je 35 let.